# Roger Allers
Roger Allers (Rye, 29 giugno 1949) è un regista, sceneggiatore e animatore statunitense, attivo nel campo dell'animazione e conosciuto soprattutto come coregista de Il re leone, ritenuto esponente massimo del rinascimento disneyano.

## Biografia
Dopo gli studi compiuti in Arizona e i primi lavori per progetti d'animazione e pubblicitari, nel 1978 si è trasferito a Los Angeles per lavorare con Steven Lisberger. Nel 1980 si sposta a Toronto al fine di collaborare con la Nelvana Studios come animatore. Dopo un breve periodo a Tokyo, è nuovamente a Los Angeles nel 1985, entrando a far parte del team di scrittori della Disney che ha lavorato ai grandi film d'animazione degli anni '90 (Aladdin, La bella e la bestia). Nel 1994 fa il suo esordio da regista con il pluripremiato film Il re leone, campione di incassi e di successi. Il film diviene un musical a Broadway nel 1998, riscuotendo anche in questo caso enorme successo. Allers è stato anche in nomination per un Tony Award insieme a Irene Mecchi per il lavoro di scrittura del musical. Lavora alla Disney per diversi anni. Nel 2006 (con Sony Pictures) riceve una nomination ai Premi Oscar nella categoria "miglior cortometraggio animato" e vince altri premi per The Little Matchgirl. Sempre nel 2006 codirige il film Boog & Elliot a caccia di amici. Nel 2012 è al lavoro sul film The Prophet, prodotto da Salma Hayek.

## Filmografia

### Regista
- Il re leone (The Lion King) (1994)
- The Little Matchgirl (2006) - cortometraggio, anche sceneggiatore
- Boog & Elliot a caccia di amici (Open Season) (2006)
- The Prophet (2014) - anche sceneggiatore

### Sceneggiatore/autore
- Le olimpiadi della giungla (Animalympics) (1980)
- Oliver & Company (1988)
- La bella e la bestia (Beauty and the Beast) (1991)
- Aladdin (1992)
- Le follie dell'imperatore (2000)
- Il re leone 3 - Hakuna Matata (The Lion King 1½) (2004)